# Йылмаз, Рыдван
Рыдван Йылмаз (тур. Rıdvan Yılmaz; 21 мая 2001 года, Стамбул) — турецкий футболист, защитник клуба «Рейнджерс» и сборной Турции.

## Клубная карьера
Рыдван Йылмаз — воспитанник стамбульского клуба «Бешикташ», в академии которой он занимался на протяжении 10 лет.  
8 апреля 2019 года 17-летний футболист дебютировал в турецкой Суперлиге, выйдя на замену в самой концовке гостевого поединка против «Ризеспора».

## Международная карьера
27 мая 2021 года в товарищеском матче против Азербайджана Йылмаз дебютировал в сборной Турции.

## Достижения
«Бешикташ»
- Чемпион Турции: 2020/21
- Обладатель Кубка Турции: 2020/21